# Châteaugiron
Châteaugiron (en bretó Kastell-Geron , en gal·ló Chaujon) és un municipi francès, situat a la regió de Bretanya, al departament d'Ille i Vilaine. L'any 2006 tenia 6.228 habitants. Limita al nord amb Noyal-sur-Vilaine, a l'oest amb Domloup, a l'est amb Saint-Aubin-du-Pavail, al sud amb Amanlis, al nord-est amb Ossé i al sud-oest amb Nouvoitou.

## Demografia
| Evolució de la població (Ehess i INSEE) |       |       |       |       |       |       |       |       |
| 1793                                    | 1800  | 1806  | 1821  | 1831  | 1836  | 1841  | 1846  | 1851  |
| 1 495                                   | 1 413 | 1 456 | 1 348 | 1 453 | 1 448 | 1 405 | 1 638 | 1 634 |

| 1856  | 1861  | 1866  | 1872  | 1876  | 1881  | 1886  | 1891  | 1896  |
| ----- | ----- | ----- | ----- | ----- | ----- | ----- | ----- | ----- |
| 1 665 | 1 581 | 1 565 | 1 450 | 1 479 | 1 467 | 1 344 | 1 344 | 1 295 |

| 1901  | 1906  | 1911  | 1921  | 1926  | 1931  | 1936  | 1946  | 1954  |
| ----- | ----- | ----- | ----- | ----- | ----- | ----- | ----- | ----- |
| 1 205 | 1 052 | 1 229 | 1 267 | 1 376 | 1 312 | 1 357 | 1 504 | 1 602 |

| 1962  | 1968  | 1975  | 1982  | 1990  | 1999  | 2006 | 2011 | 2016 |
| ----- | ----- | ----- | ----- | ----- | ----- | ---- | ---- | ---- |
| 1 148 | 1 331 | 2 332 | 3 234 | 4 166 | 5 500 | -    | -    | -    |

| 2019 | - | - | - | - | - | - | - | - |
| ---- | - | - | - | - | - | - | - | - |
| -    | - | - | - | - | - | - | - | - |

## Administració
| Període | Identitat       | Partit |
| ------- | --------------- | ------ |
| 2001-   | Françoise Gatel | UMP    |

## Galeria d'imatges

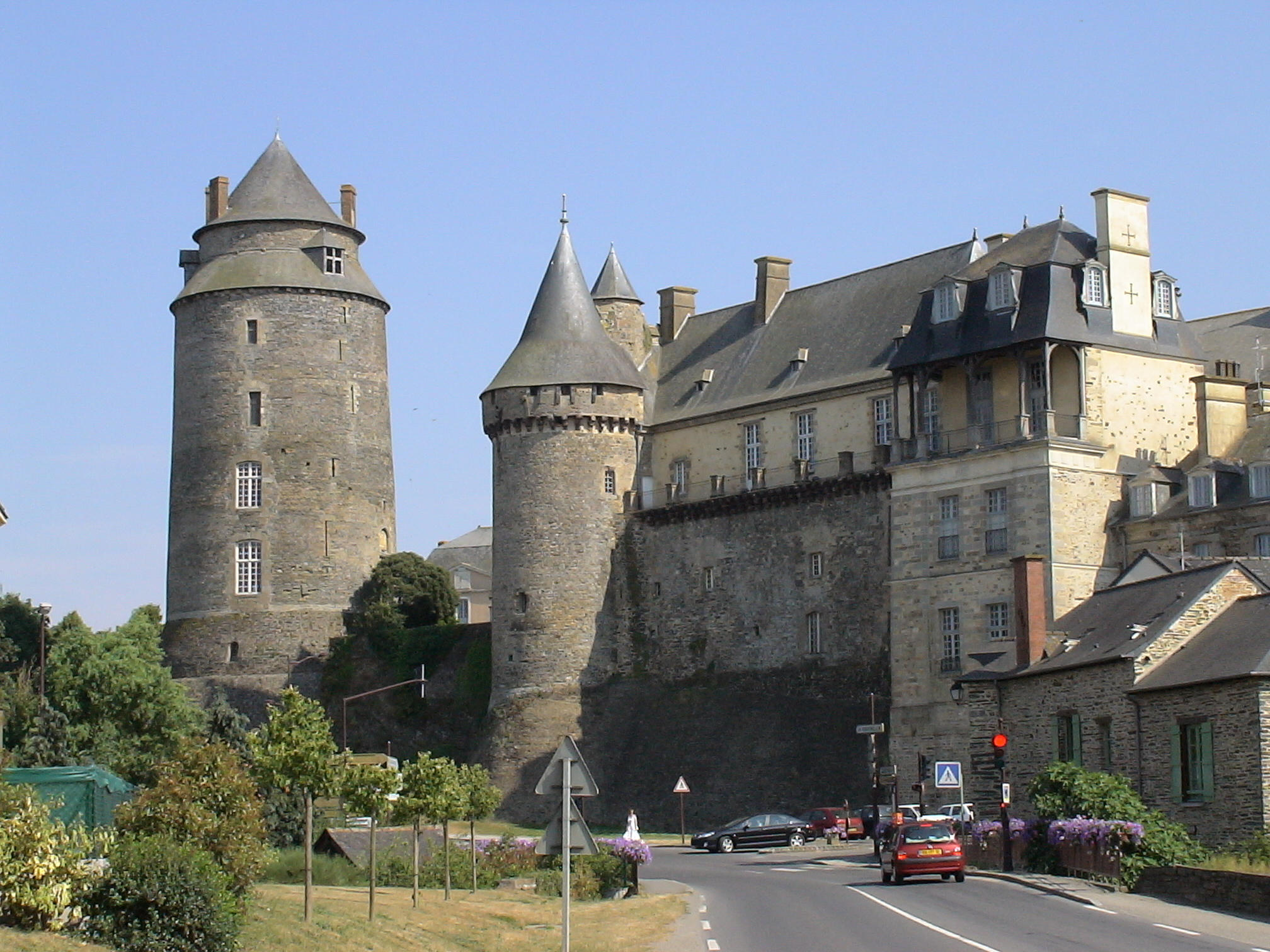
El castell
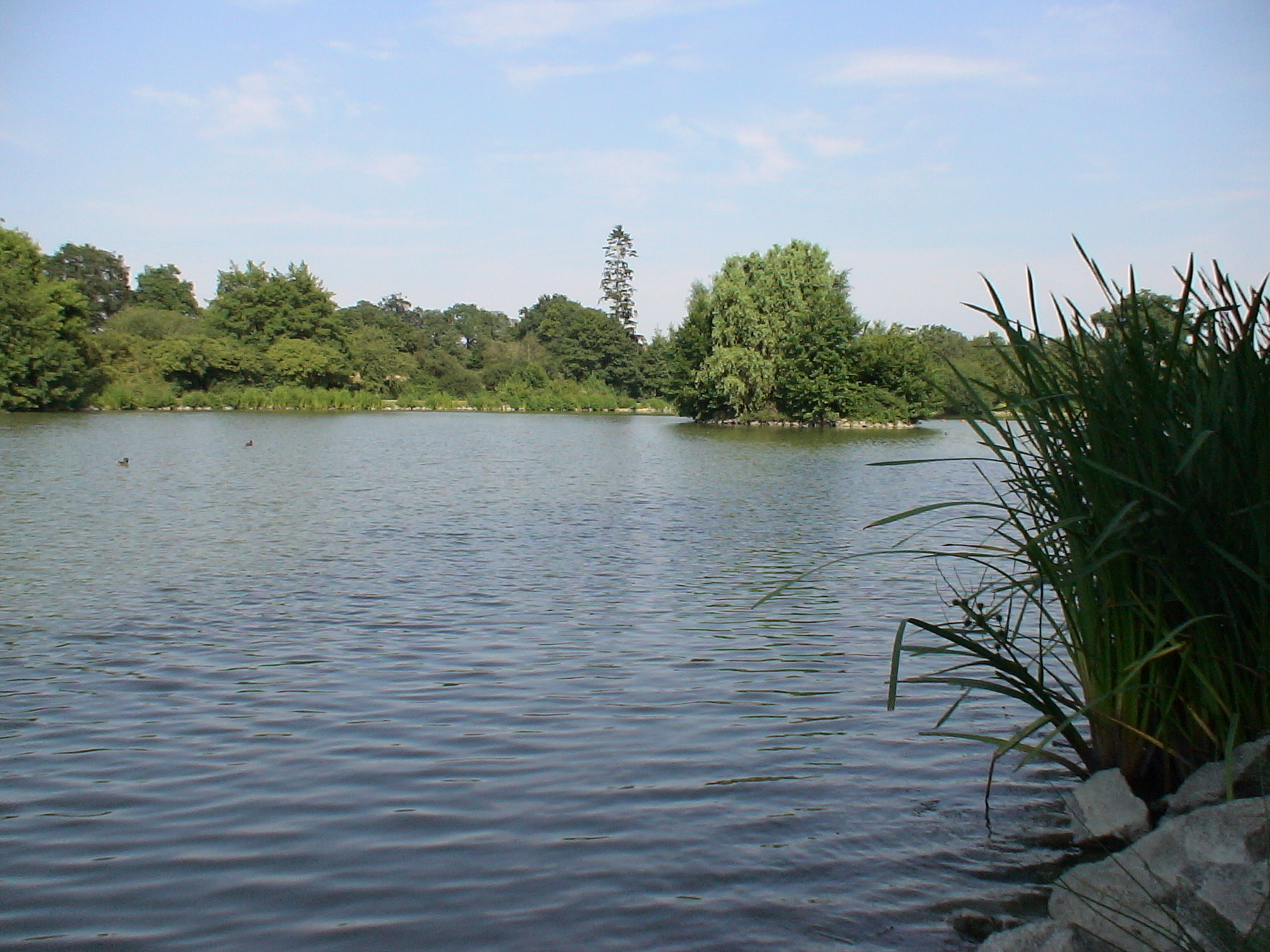
L'estany
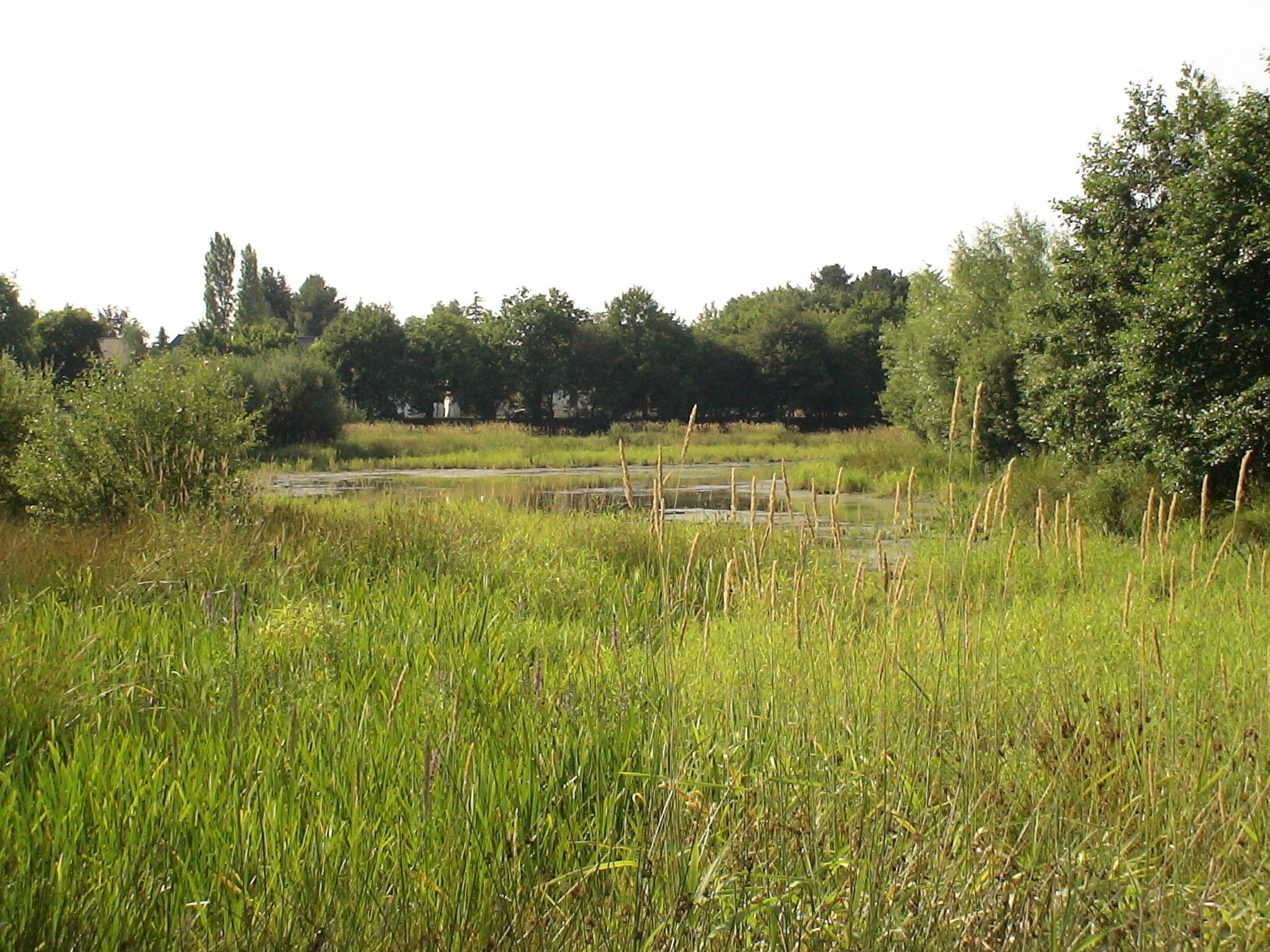
La glaume

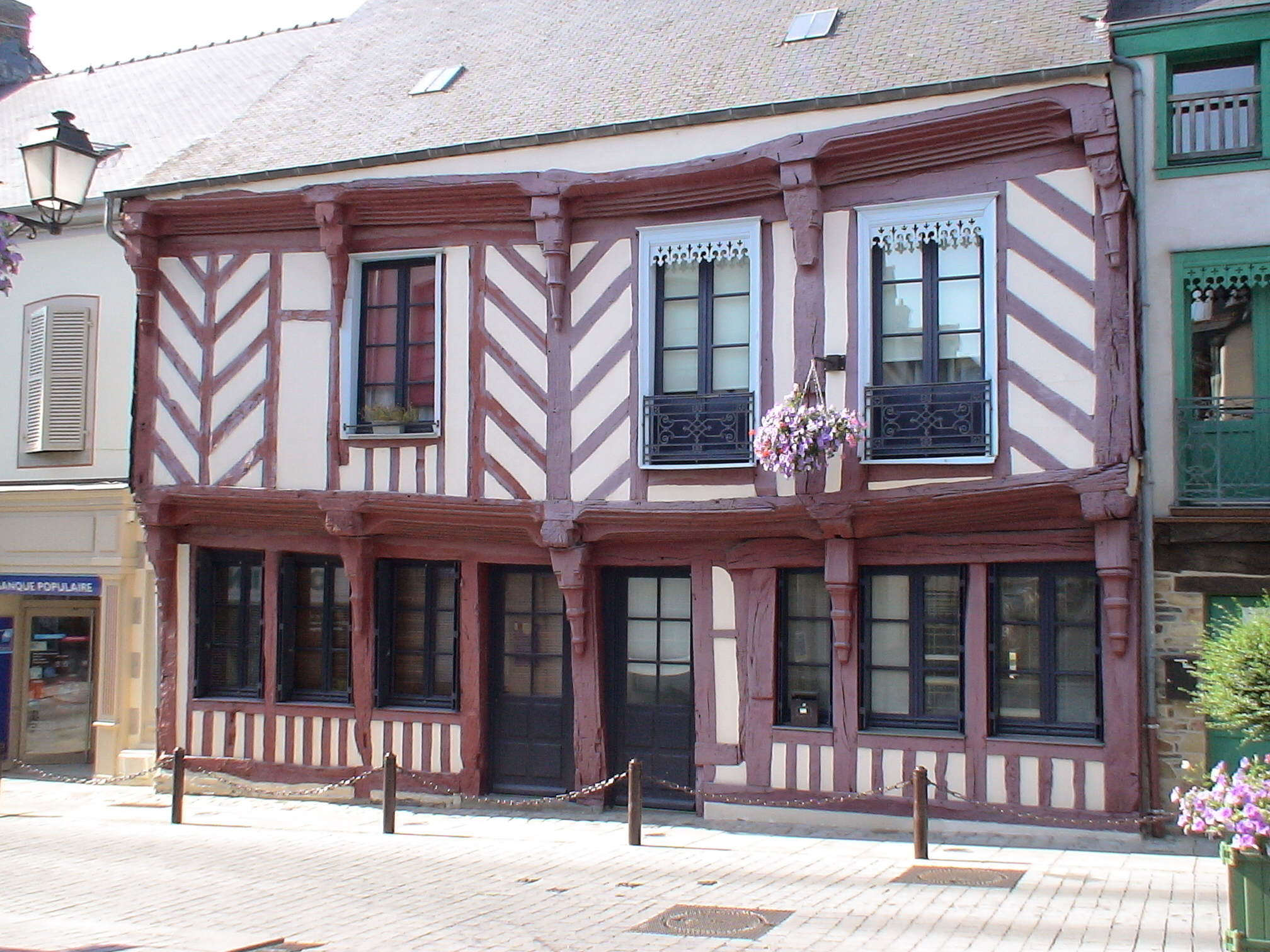
Una casa amb entramat de fusta
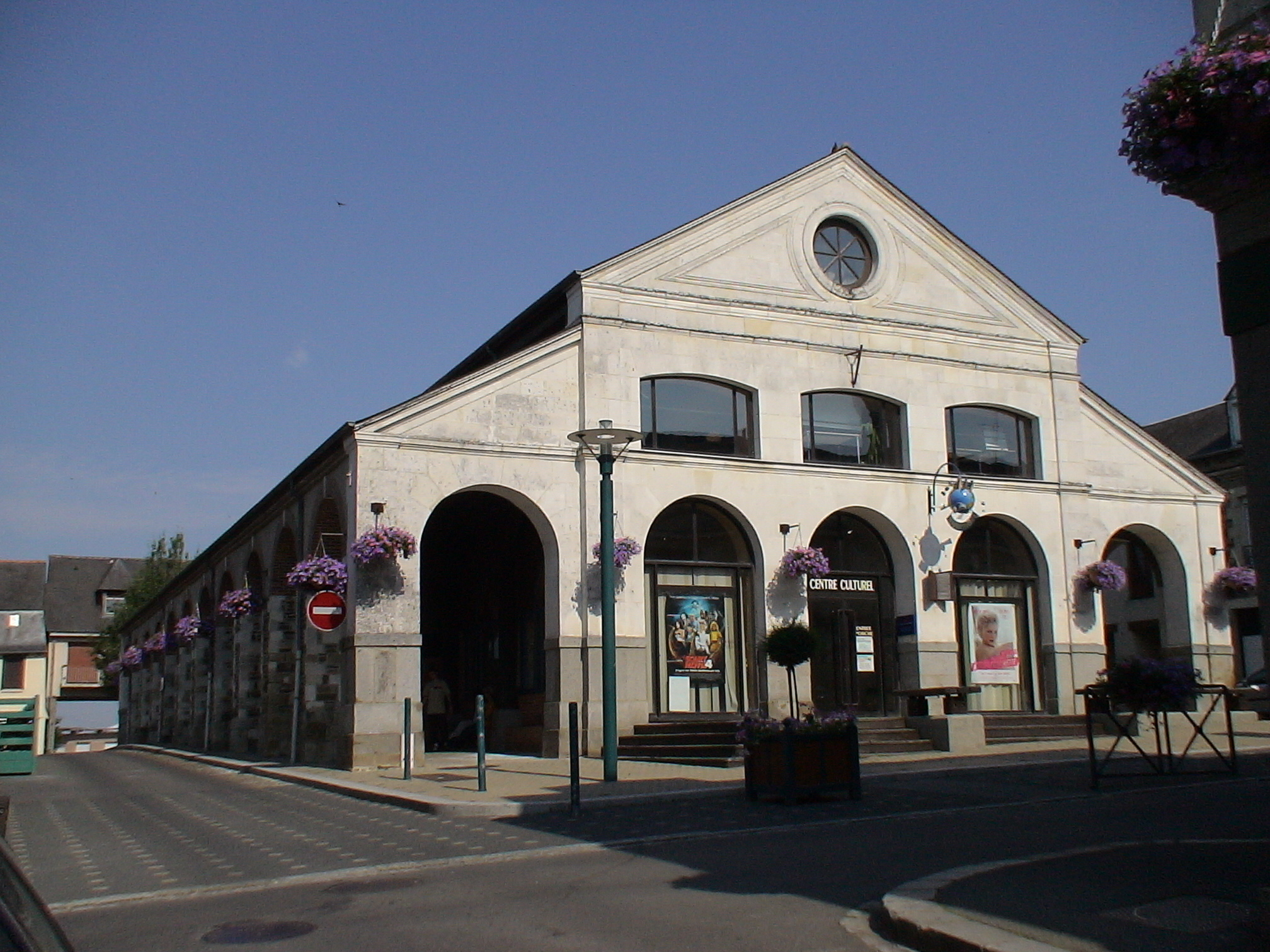
Les halles
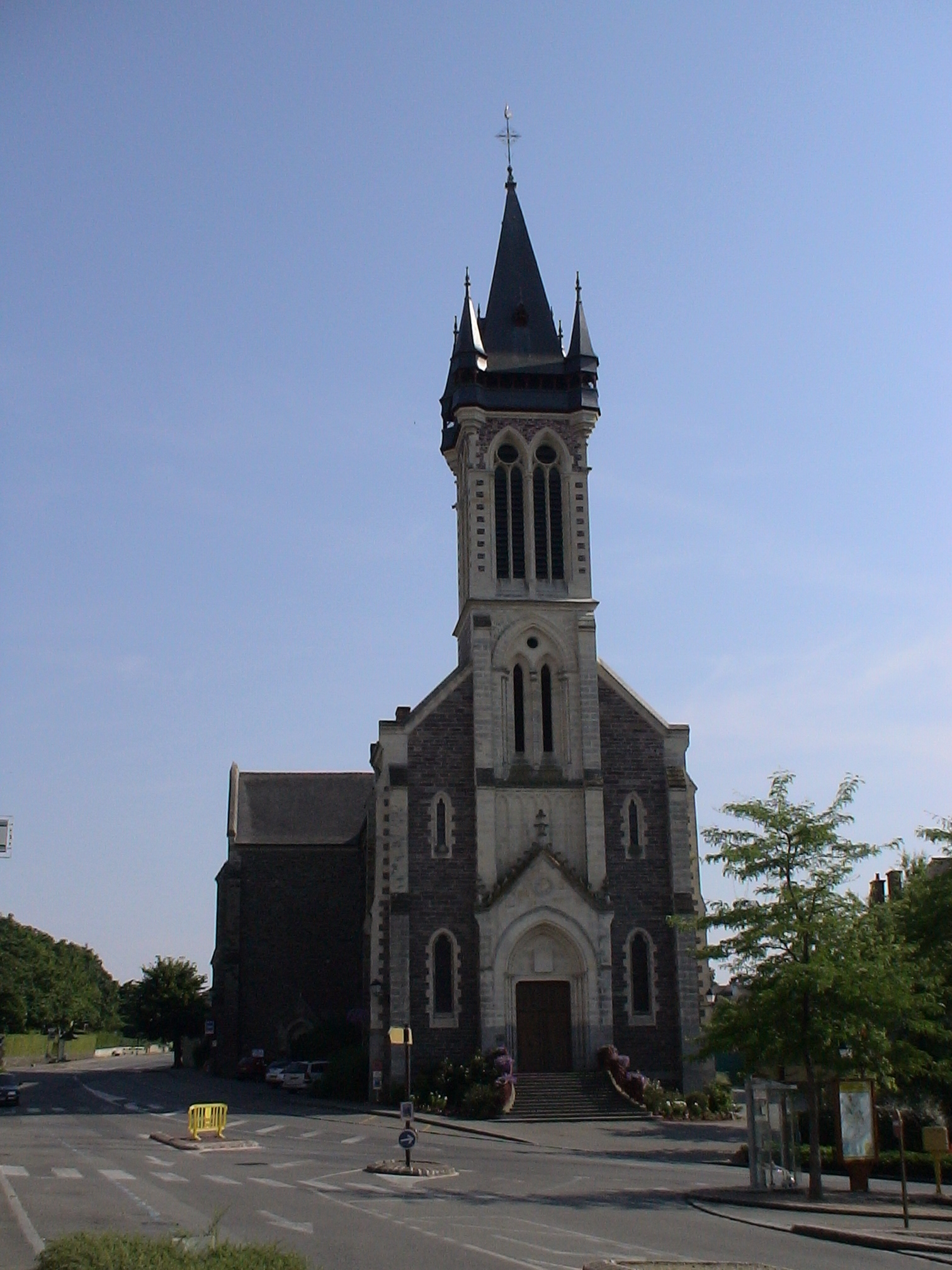
L'església